# Ultra Azul
Ultra Azul fue una barra brava mexicana surgida en la década de los años 1980 en México, D. F., por aficionados al Cruz Azul, que habían convivido con Hooligans en Europa. Los cuales llevaron esas ideas a su país.

## Historia
Surge en la década de 1980 en el DF, México, pues consideraban que faltaban grupos pasionales de apoyo al Cruz Azul, similares a los sudamericanos y europeos. A finales de los noventa adoptan el nombre "La 12 Azul Barra Ultra". Sus mayores años de actividad fueron entre 1984 a 1997, los que estuvieron marcados de connotación en los estadios. 
Durante el 2000 estuvieron marcados de baja popular, disminución, desorganización y estancamiento, lo cual daría nacimiento al grupo L.S.A., en donde varios exmiembros adoptan posturas menos radicales. Esto puede deberse a que la edad de sus integrantes oscilaba entre los 30 años en adelante y debido a que la firma no estaba afiliada o acercada a la directiva, lo que probablemente marcaría su extinción y absorción de sus integrantes hacia La Sangre Azul. 
Actualmente se le considera a la facción hincha políticamente Antifascista Hooligans von Cruz azul, como sus herederos.

## Ideología
La Izquierda marco la tendencia de estos ultras, ya que a su Firma le llamaron comúnmente ´´Proletaria´´, así como el uso de estampas con personajes como el Che Guevara o Emiliano Zapata y de Símbolos anarquistas y comunistas. Siendo su estructura de cooperativa, similar al equipo de sus amores.